# Нило-Сорская пустынь
Ни́ло-Со́рская пу́стынь — мужской монастырь Вологодской епархии Русской православной церкви, расположенный в местечке Пустынь Кирилловского района Вологодской области.

## История
В конце XV века инок Кирилло-Белозерского монастыря Нил (Майков), которого не вполне удовлетворяла существовавшая организация монастырской жизни, когда монахи живут «не по Закону Божию и преданию Святых Отцов, а по своей воле и человеческому рассуждению», со своим сподвижником Иннокентием Охлябининым покинул Кириллов монастырь и отправился паломником на Восток — в Константинополь и на Афон. Возвратившись через несколько лет, Нил Сорский поселился в келье вблизи Кирилло-Белозерского монастыря, но, прожив здесь какое-то время, в поисках ещё большего уединения и для воплощения своих монашеских идеалов ушёл на реку Сору, в места лесные, болотистые, дикие и пустынные. Он писал об этом так: «Ныне вдалее от монастыря переселихся понеже благодатию Божиею обретох место, угодное моему разуму, занеже мирской чади маловходно». В обители был принят скитский устав, поэтому эта пустынь сначала называлась скитом. Точная дата возникновения монастыря неизвестна.
В 1764 году пустынь была приписана к Кирилло-Белозерскому монастырю. Её самостоятельность была восстановлена только в середине XIX века.

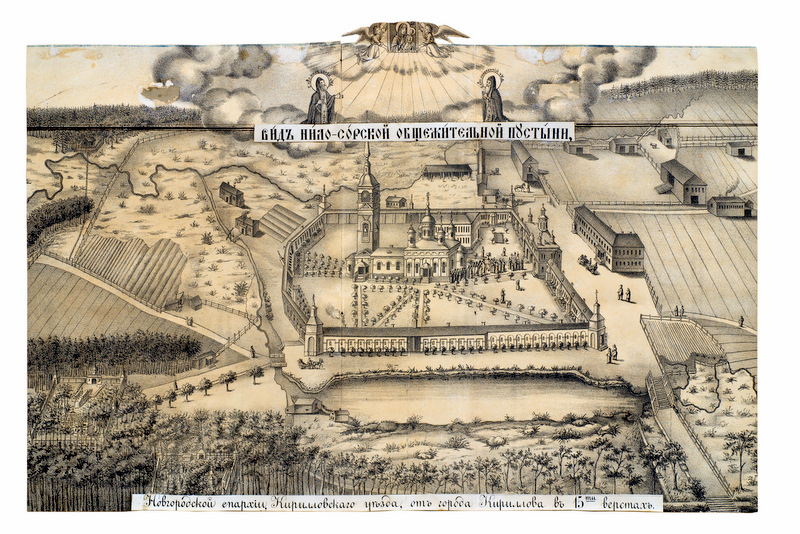
Гравюра «Вид Нило-Сорской общежительной пустыни», XIX век

В 1862 году Ф. А. Верховцевым была выполнена новая рака, над могилой преподобного.
В 1918 году специальная комиссия произвела учёт имущества и ценностей Нило-Сорской пустыни, которые теперь стали «народным достоянием». В апреле 1919 года братия пустыни и жители окрестных деревень заключили договор с Вогнемским советом, а в сентябре того же года Кирилловский исполком, рассмотрев устав Нило-Сорской общины, зарегистрировал её. Это позволило сохранить ядро монашеской организации и структуру её управления, но такое положение продолжалось недолго. В 1924 году договор с Нило-Сорской общиной был расторгнут и на территории монастыря разместили колонию Кирилловского уездного исправительного дома. Возникшая угроза хищения церковных ценностей заставила местные власти хлопотать об их «изъятии для сохранения». В 1927 году Череповецкий губисполком принял решение о закрытии Нило-Сорской пустыни и передаче её сооружений для «культурных нужд» населению. Монахи еще какое-то время жили в Иоанно-Предтеченском скиту, но постепенно одни умерли, а другие разошлись.
Колонию-тюрьму, просуществовавшую до 1930 года, сменил инвалидный дом. В 1961 году на территории монастыря разместился психоневрологический диспансер. Сохранилась часть монастырских построек: перестроенный Тихвинский собор, надвратная Покровская церковь, игуменский корпус и келейные корпуса, встроенные в стены монастыря.
3 декабря 2018 года социальное учреждение было закрыто. Последний пациент и весь персонал Пустынского психоневрологического интерната покинули территорию Нило-Сорской пустыни. В тот же день иеромонах Евфимий (Ершов) был назначен настоятелем архиерейского подворья «Нило-Сорская пустынь», после чего он занялся оформлением документом по передаче бывшего монастырского имущества, которое в тот момент находилось в областной собственности, в собственность возрождаемой обители. 10 декабря на епархиальном собрании Вологодской епархии митрополит Игнатий (Депутатов) призвал всех священнослужителей принять посильное участие в возрождении обители на первом, самом сложном, этапе. На обращение митрополита Игнатия откликнулись настоятели храмов и игумены монастырей Вологодской епархии, пожертвовавшие церковную утварь, богослужебное облачение, книги, иконы. В кратчайшие сроки в храме Тихвинской иконы Божией Матери, который использовался интернатом в качестве столовой и клуба, были проведены работы по подготовке помещений для богослужений. 7 января 2019 года иеромонах Евфимий (Ершов) совершил первую за 89 лет Божественную литургию. 17 февраля 2019 года митрополит Игнатий совершил в монастыре первую литургию архиерейским чином. 30 мая 2019 года Священный Синод Русской православной церкви постановил вновь открыть монастырь, её игуменом стал иеромонах Евфимий (Ершов).